# Starîi Krîm
Starîi Krîm (în ucraineană Старий Крим, în rusă Старый Крым, în tătară crimeeană:Eski Qırım - adică Vechiul Krâm) este un oraș raional din raionul Kirovske, Republica Autonomă Crimeea, Ucraina. În afara localității principale, nu cuprinde și alte sate.
Orășelul este cunoscut din secolele al XIII-lea sub numele tătăresc de Solhat sau Krîm, de la al doilea nume provenind numele Crimeea, aplicat mai apoi întregii peninsule. Din secolul al XIII-lea, reședința guvernatorilor Crimeii și zonei înconjurătoare din partea Hoardei de Aur, localitatea a devenit ulterior vreme de câțiva ani capitala Hanatului Crimeei până la transferarea acesteia la Bahcisarai după 1517.
Dupa anexarea la Imperiul Rus la finele secolului al XVIII-lea, localitatea a primi numele de Levkopol, dar acesta a fost nepopular si nu s-a pastrat. S-a impus, în schimb, numele Starâi Krâm, adică Krâm cea veche.

## Demografie
Componența lingvistică a orașului Starîi Krîm
     Rusă (62,1%)
     Tătară crimeeană (25,82%)
     Ucraineană (5,24%)
     Alte limbi (0,88%)
Conform recensământului din 2001, majoritatea populației orașului Starîi Krîm era vorbitoare de rusă (62,1%), existând în minoritate și vorbitori de tătară crimeeană (25,82%) și ucraineană (5,24%).